# Ephraim Moses Lilien

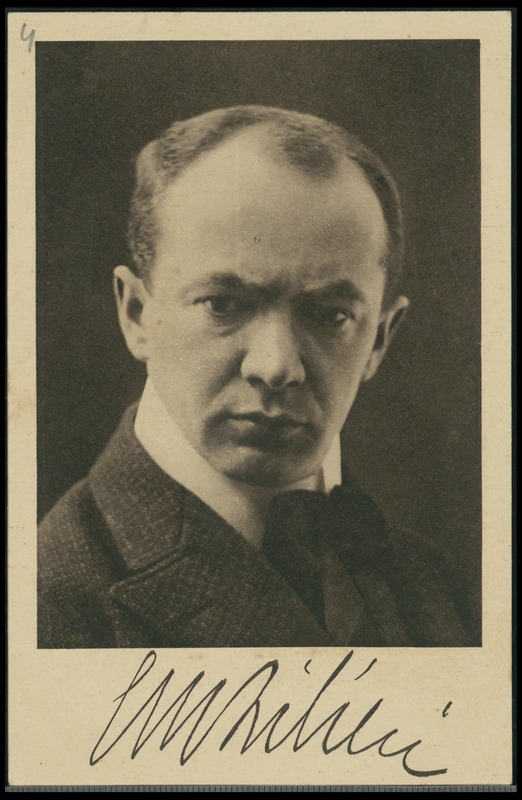
Ephraim Moses Lilien, 1910

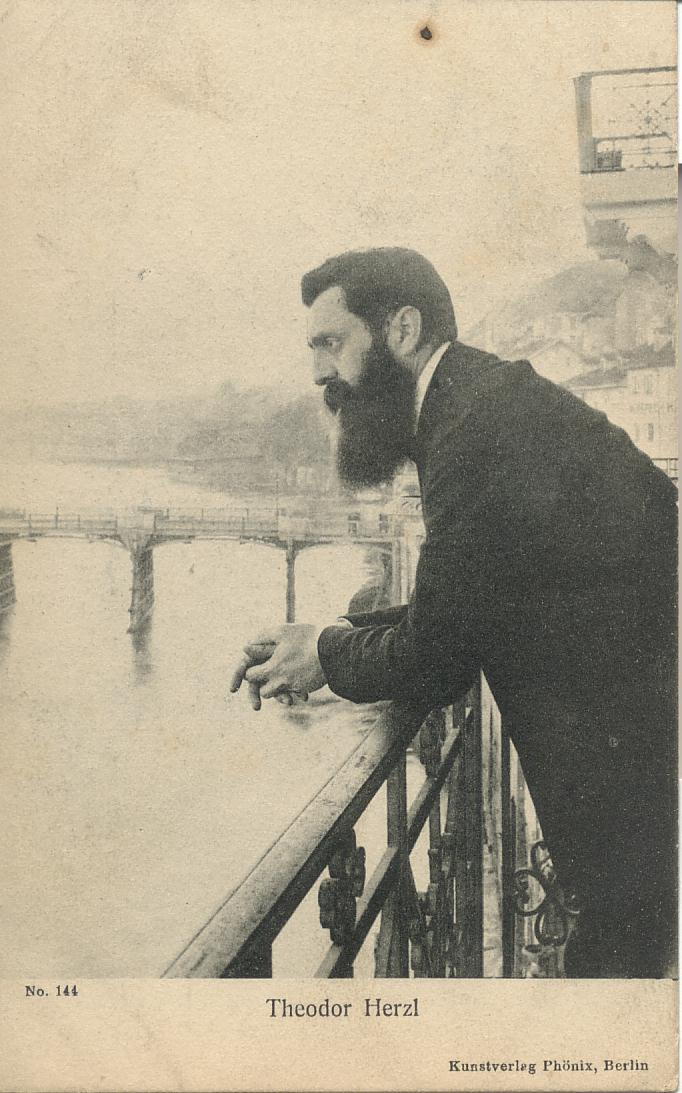
Theodor Herzl auf dem Balkon des Hotels Les Trois Rois in Basel, 1901

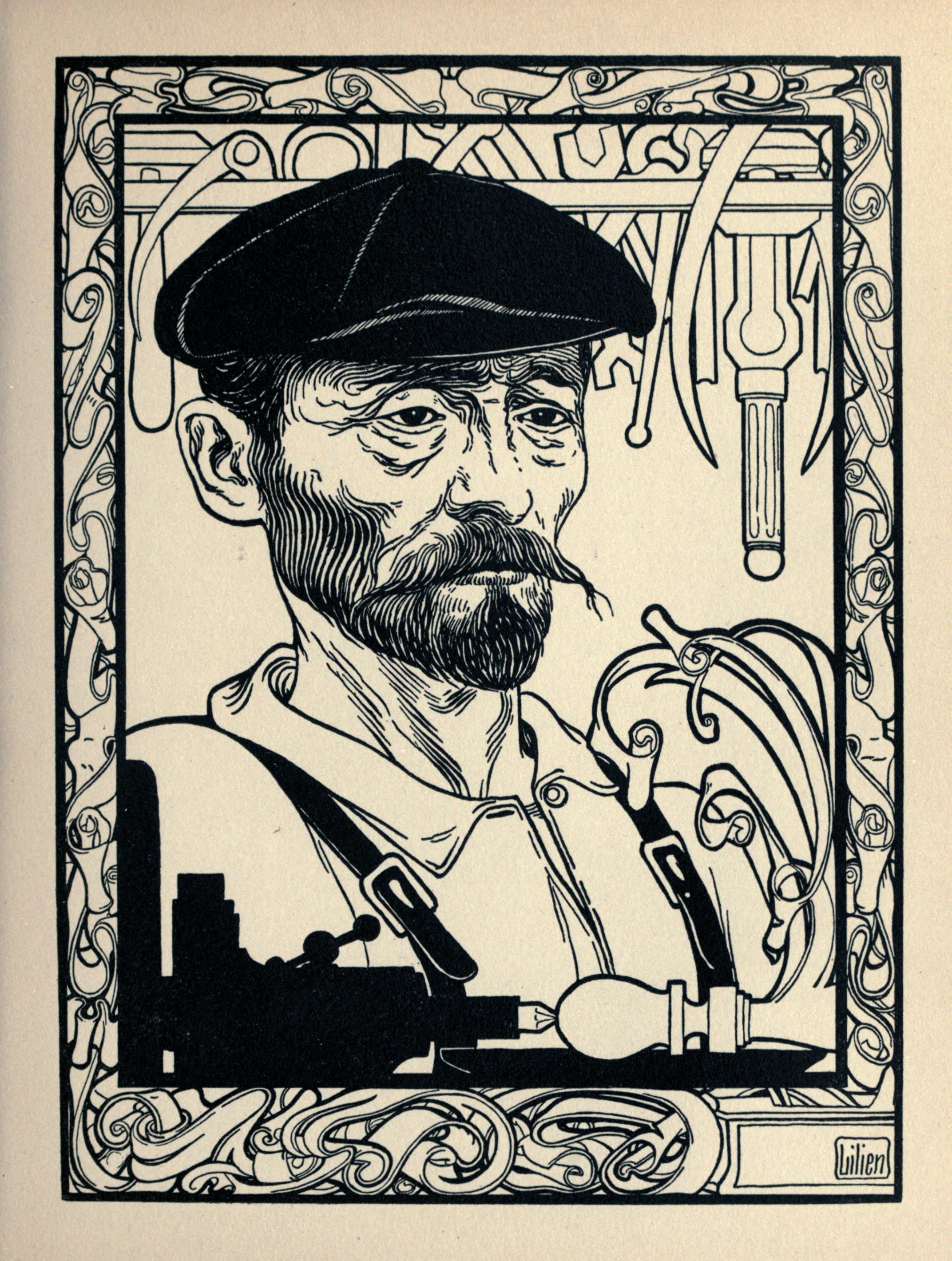
Vater Jakob Lilien mit seinem Werkzeug (Illustration zu Lieder des Ghetto)

Berlin 1902: Gründungsmitglieder des Jüdischen Verlags. V. l. n. r.: (stehend) E. M. Lilien, Chaim Weizmann, Davis Trietsch, (sitzend) Berthold Feiwel und Martin Buber.

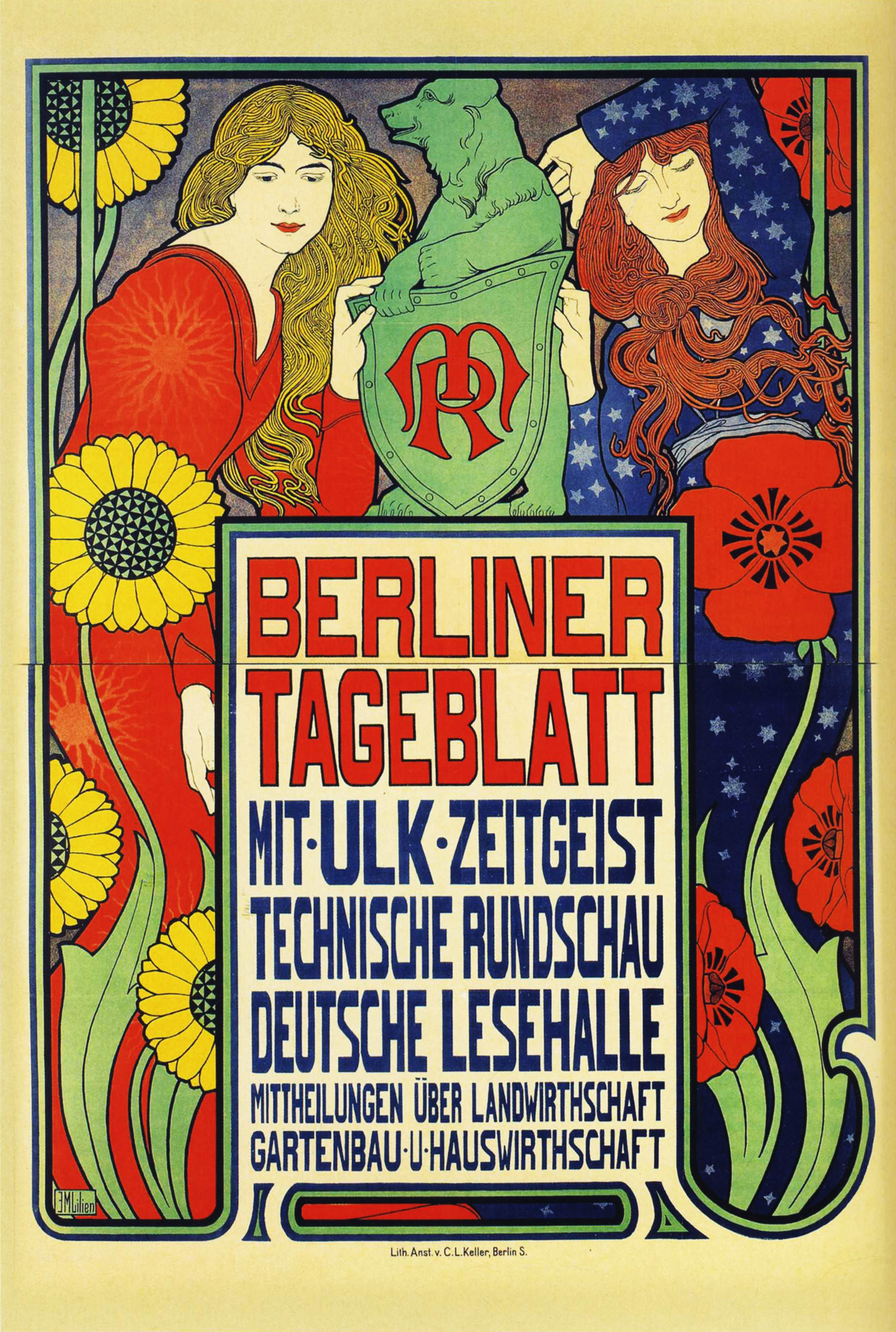
Plakat (1899)

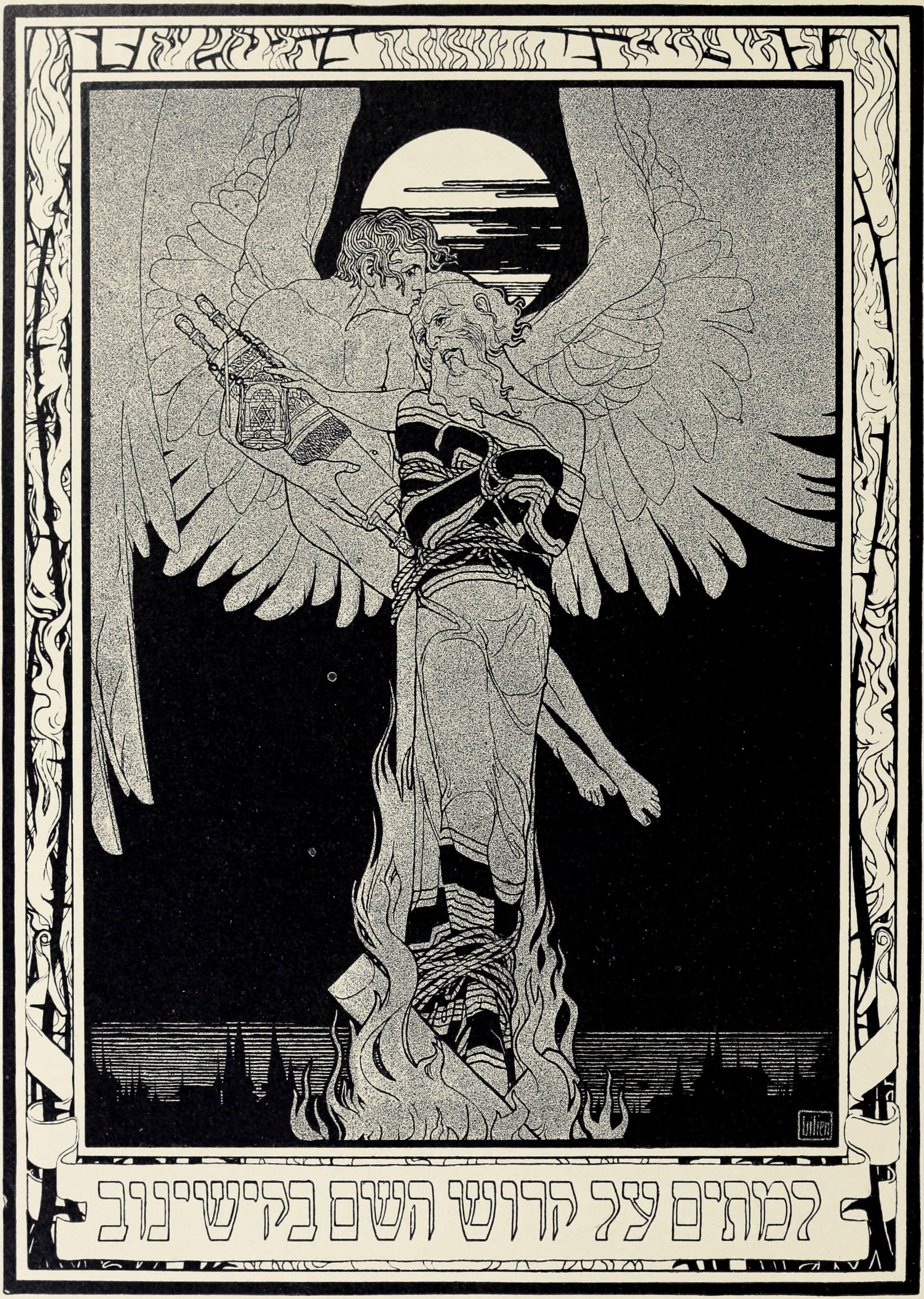
Den Toten des Pogroms von Kischinjow gewidmet.

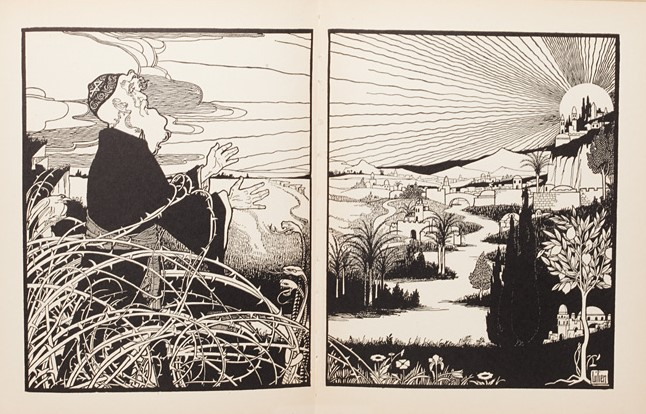
Illustration zu „Lieder des Ghetto“ (1902), Jüdisches Museum der Schweiz

Ephraim Moses Lilien (geboren am 23. Mai 1874 in Drohobycz, Galizien, Österreich-Ungarn; gestorben am 17. Juli 1925 in Badenweiler), auch Efraim Mose Lilien, polnisch Maurycy Lilien, hebräisch אפרים משה בן יעקב הכהן ליליען, war ein galizisch-jüdischer Grafiker, Illustrator, Maler und Fotograf, der vor allem durch seine ornamentalen grafischen Arbeiten im Jugendstil und seine Exlibris bekannt wurde.

## Leben und Werk
Ephraim Moses Lilien wurde 1874 in einer galizischen Kleinstadt im Kreis Lemberg geboren. Seine Eltern waren der in ärmlichen Verhältnissen lebende Drechslermeister Jacob Lilien (1854–1907) und dessen Ehefrau Karoline, geb. Langermann (1855–1920). Da seine Eltern kein Geld hatten, um ihrem Sohn den Schulbesuch zu ermöglichen, wurde er zu einem Schildermaler in die Lehre geschickt. Reiche Verwandte, die sich schämten, dass ein Familienmitglied Schildermaler werden sollte, unterstützten ihn daraufhin mit fünf Gulden monatlich, sodass Lilien die Realschule in Lemberg besuchen konnte. Ab 1890 besuchte er die Kunstschule in Krakau. Da die fünf Gulden aber nicht ausreichten, musste er dennoch nebenbei als Maler arbeiten. Nach eigener Aussage war die Not seine „ständige Begleiterin“.
Von dem 1. Preis in einem Malwettbewerb reiste Lilien zum Studium nach Wien, doch das Geld reichte nicht einmal für die Immatrikulation. 1894 ging er nach München, wo es ihm nach ein paar Jahren gelang, erste Aufträge, unter anderem für die Zeitschrift Jugend und den Süddeutschen Postillon zu erhalten. 1896 gewann er den 2. Preis in einem Fotografierwettbewerb der Jugend. 1899 zog Lilien nach Berlin, wo er sich erfolgreich als Werbegrafiker etablierte und in den Kreisen der Bohème verkehrte. Eine Freundschaft verband ihn mit der Schriftstellerin und Diseuse Maria Eichhorn.

### Künstlerisches Schaffen und politisches Engagement
Mit dem von ihm illustrierten und gestalteten Buch Juda, einer Sammlung von Balladen des nichtjüdischen Dichters Börries von Münchhausen, wurde Lilien 1900 zum „ersten zionistischen Künstler“ und stellte in den folgenden Jahren seine Arbeit fast gänzlich in den Dienst der nationaljüdischen Idee. Mit seinen Arbeiten prägte er das Erscheinungsbild der jungen zionistischen Bewegung nachhaltig. 1903 illustrierte er das Buch Lieder des Ghetto des jiddischen Schriftstellers Morris Rosenfeld. Die Encyclopaedia Judaica nannte ihn 1971 den ersten Künstler, der sich bei den Zionisten engagierte, da er nacheinander an drei Zionistenkongressen teilnahm. Neben der Einladungskarte zum 5. Zionistenkongress stammt unter anderem auch das bekannte Foto von Theodor Herzl auf dem Balkon des Hotels „Drei Könige“ in Basel von Lilien.
Lilien engagierte sich im Rahmen der Demokratisch-Zionistischen Fraktion. 1902 war er zusammen mit Martin Buber, Chaim Weizmann, Berthold Feiwel und Davis Trietsch einer der Mitbegründer des Jüdischen Verlags in Berlin. 1906, 1910 und 1914 bereiste er für jeweils mehrere Monate Palästina und war von den Eindrücken dort begeistert.
Im April 1903 kam es in der bessarabischen Stadt Kischinjow zu dem Pogrom von Kischinjow, bei dem mehrere Dutzend Juden ermordet wurden, was heftige internationale Reaktionen hervorrief. Lilien schuf zum Gedenken an die Opfer eine Grafik.

Die Zehn Gebote in der Bibel-Ausgabe von Ferdinand Rahlwes, illustriert von Lilien

Lilien illustrierte die „Bücher der Bibel“, herausgegeben von Ferdinand Rahlwes, von 1895 bis 1909 Pastor an St. Ulrici in Braunschweig. Die Übersetzung stammte von Eduard Reuss. Ursprünglich waren 10 Bände geplant, es erschienen aber nur drei. Der wirtschaftliche Erfolg stellte sich für Lilien erst durch den Kontakt zum Braunschweiger Verleger Georg Westermann ein, der zwischen 1907 und 1912 die drei Bände der Prachtausgabe herausbrachte. 1909 fand in Wien Liliens erste eigene Ausstellung statt. Da es in Braunschweig zu jener Zeit keinen ausreichend großen Ausstellungsraum gab, wurde auf Liliens Vorschlag die Burg Dankwarderode für Ausstellungen hergerichtet. Liliens erste dortige Ausstellung fand ebenfalls noch 1909 statt, in den nächsten Jahren folgten Ausstellungen auch in anderen Städten. Diese Erfolge führten allmählich zu einer Verbesserung im Verhältnis zu seinem Schwiegervater. 1912 erschien die „Bibel für Schule und Heim“, 1914 die Bibel in der Lutherübersetzung.

### Erster Weltkrieg
1916 meldete sich Lilien, der aufgrund seiner Geburt in Galizien österreichischer Staatsbürger war, freiwillig, um auf Seiten Österreich-Ungarns am Ersten Weltkrieg teilzunehmen. Da er zu diesem Zeitpunkt bereits knapp über 40 Jahre alt war, wurde er als Offizieranwärter eingestuft. Als bekannter Fotograf und Grafiker, der schon vor dem Krieg mehrmals Palästina besucht hatte, wurde Lilien zunächst an die osmanische Front und später in den Nahen Osten entsandt, um Fotos und Zeichnungen vom Kriegsgeschehen und den diversen Kriegsschauplätzen anzufertigen. Unter anderem reiste er zu diesem Zweck durch Kleinasien und an die Palästinafront. Lilien kehrte gegen Kriegsende als Leutnant nach Wien zurück. Für seine Dienste wurden ihm das österreichische Goldene Verdienstkreuz sowie der osmanische Eiserne Halbmond verliehen. Die Ergebnisse seiner Tätigkeit gelten als in den Wirren der Novemberrevolution verloren gegangen.

### Rettung der Hornburger Synagoge
In der 30 km südöstlich von Braunschweig gelegenen Ortschaft Hornburg befand sich bis 1924 eine Synagoge, die 1766 errichtet worden war. Das seit 1882 nicht mehr genutzte Gotteshaus war über 40 Jahre lang dem Verfall überlassen worden. Bereits vor dem Ersten Weltkrieg erfuhr Karl Steinacker, erster Direktor des „Vaterländischen Museums Braunschweig“, dem heutigen Braunschweigischen Landesmuseum, vom desolaten Zustand des Gebäudes und bemühte sich bereits damals um seine Rettung. 1922 erfuhr er schließlich von der Absicht, das Gebäude wegen Baufälligkeit abreißen zu lassen. Zusammen mit der Jüdischen Gemeinde Braunschweig, dem braunschweigischen Landesrabbiner Hugo Schiff, E. M. Lilien und anderen gelang es Steinacker, die gesamte historische Inneneinrichtung der Synagoge 1924 nach Braunschweig zu bringen und dort im Jüdischen Museum Hinter Aegidien wieder originalgetreu aufzubauen. Die Innenausstattung der Hornburger Synagoge befindet sich noch heute vollständig erhalten im Jüdischen Museum Braunschweig.

### Einsatz für notleidende Künstler
Bereits während seiner Berliner Zeit hatte sich Lilien für die (wirtschaftlichen) Belange von Künstlern eingesetzt und engagierte sich bis zum Ende seines Lebens stark für die Verbesserung der Lebensumstände von Künstlern, wie z. B. für die polnische Malerin Regina Mundlak. So gründete er in Braunschweig den „Bundeswirtschaftsverband bildender Künstler“ der später mit dem in Hannover verschmolz und zu dessen 1. Vorsitzenden er gewählt wurde und bis zu seinem Tode blieb. Seine Frau war als Schriftführerin und geschäftsführendes Mitglied des Vereins tätig, bis ihr diese Tätigkeiten 1933 von den Nationalsozialisten verboten wurden. Als in Braunschweig eine Jury für einen Wettbewerb für das Wilhelm-Raabe-Denkmal zusammengestellt wurde und sich nicht ein einziger Künstler unter den Juroren befand, sorgte Lilien nicht nur dafür, dass zukünftig in jeder Jury mindestens ein Künstler vertreten sein musste, sondern auch dafür, dass angemessene Preise ausgelobt würden.

### Familie

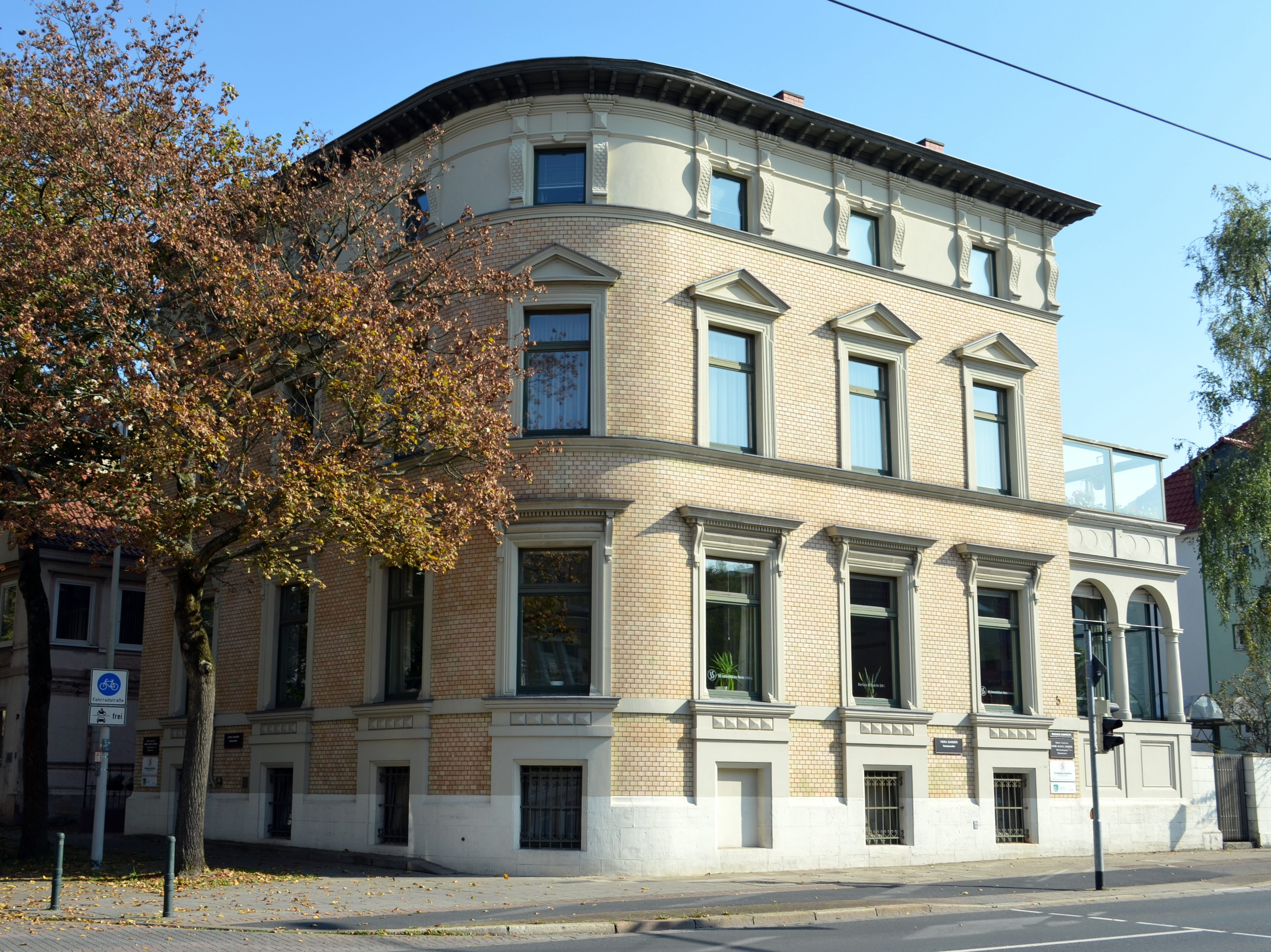
Wohnhaus der Familien Magnus und Lilien in der Wolfenbütteler Straße 5 (früher 3) in Braunschweig (2014)

1903 lernte Lilien die an der Münchner Kunstakademie studierende Grafikerin Helene Magnus (1880–1971) kennen. Sie entstammte einer wohlhabenden jüdischen Familie aus Braunschweig. Ihre Eltern waren der Justizrat Otto Magnus (1836–1920) und dessen Ehefrau Sophie, geb. Isler (1840–1920). Ihr Bruder war der Arzt Rudolf Magnus (1873–1927). 1906 heirateten Lilien und Magnus gegen den entschiedenen Widerstand der Brauteltern. Insbesondere Otto Magnus war gegen die Heirat seiner Tochter mit einem aus ärmlichen Verhältnissen stammenden Ostjuden.
Das Verhältnis zu seinem Schwiegervater verbesserte sich im Laufe der Jahre – nicht zuletzt auch aufgrund des künstlerischen und wirtschaftlichen Erfolges des Schwiegersohns. Nach dem Tod der Schwiegereltern 1920 siedelte die Familie nach Braunschweig über, der Heimatstadt der Ehefrau. Fortan lebten sie im Haus Wolfenbütteler Straße 3 (heute 5), das Otto Magnus 1886/1887 hatte bauen lassen.
Nachdem die Familie nach Braunschweig übersiedelt war, stellte Lilien 1921 einen Antrag auf Einbürgerung. Alle deutschen Länder stimmten diesem Antrag zu – bis auf den Freistaat Mecklenburg-Schwerin, wo man sich auf eine von 1920 stammende Vereinbarung der Innenminister berief, die den Zuzug von Osteuropäern (de facto aber ausschließlich Ostjuden) verhindern sollte. Daraufhin wandte sich der Innenminister des Freistaates Braunschweig an seinen Kollegen in Mecklenburg-Schwerin und konnte ihn überzeugen, seinen Widerstand aufzugeben. So erhielt Lilien die deutsche Staatsangehörigkeit.

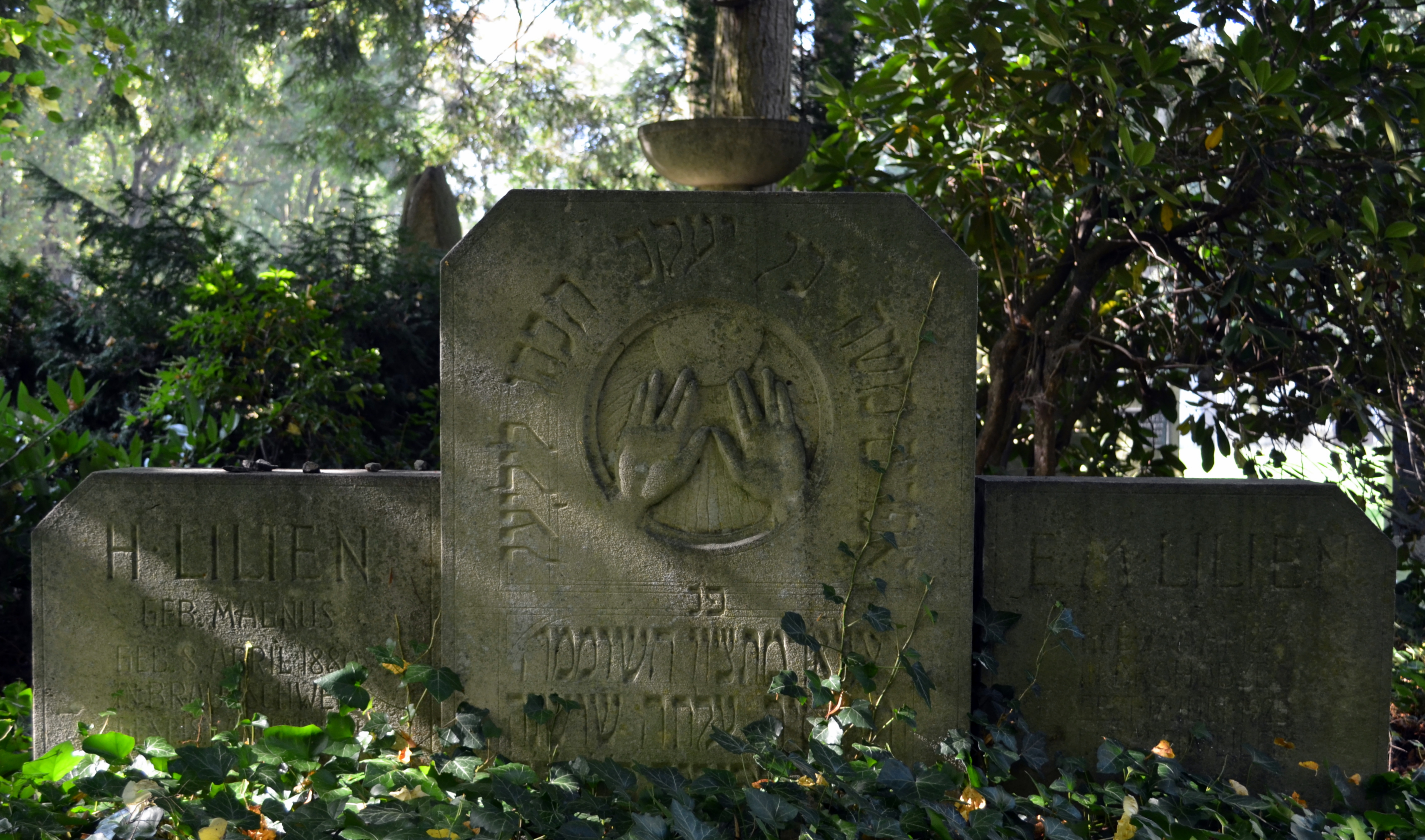
Grabstein von E. M. Lilien (rechts) und seiner Frau Helene, geb. Magnus, auf dem Jüdischen Friedhof (2014)

Lilien, der 1924 einen Infarkt erlitten hatte, verbrachte den Juli 1925 zur Kur in Badenweiler, wo er überraschend starb. Sein Freund René Schickele verfasste einen Nachruf auf ihn, der in der Frankfurter Zeitung vom 23. Juli 1925 erschien.
Aus der Ehe waren die Kinder Otto (geb. 16. Dezember 1907 in Berlin) und Hannah, verh. Peters (geb. 20. März 1911 in Berlin) hervorgegangen. 1926 machte Otto Lilien das Abitur am Reform-Realgymnasium in Braunschweig und wurde Elektroingenieur. In den 1930er Jahren emigrierte er in die USA. Nach dem Ende des Zweiten Weltkrieges lebte er unter anderem wieder eine Zeit lang in Deutschland, zuletzt aber in London. Seine Schwester Hannah wurde Gynäkologin und emigrierte 1933 ebenfalls in die USA, wo sie ihren späteren Mann, den in Posen geborenen Physiker Bernard Peters (1910–1993) kennenlernte. Peters arbeitete unter anderem unter Robert Oppenheimer am Manhattan-Projekt mit. Zuletzt lebte er mit seiner Frau in Kopenhagen, wo er am Niels-Bohr-Institut arbeitete.
Nach dem Tod E. M. Liliens lebte seine Witwe bis 1935 weiter im Haus an der Wolfenbütteler Straße. Zu Beginn der Zeit des Nationalsozialismus zog sie in die Lachmannstraße 6 um. 1943 floh auch sie aus Deutschland. Helene Lilien arbeitete bis 1966 als Malerin und Linolschneiderin. Zuletzt lebte sie bei ihrer Tochter in Kopenhagen, wo sie am 18. Januar 1971 starb. Ihr Leichnam wurde nach Braunschweig überführt und in einem Gemeinschaftsgrab mit ihrem Mann beigesetzt. Das Jugendstil-Grabmal befindet sich noch heute auf dem jüdischen Friedhof Helmstedter Straße in Braunschweig.

### Nachlass
Lilien hatte in seinem Haus Wolfenbütteler Straße eine Druckpresse, die nach seinem Tode von der Stadt Braunschweig gekauft und in der Kunstgewerbeschule weiter verwendet wurde. 1928 veranstaltete die Stadt eine Gedächtnisausstellung für ihn. 1939 schickte seine Witwe zahlreiche Zeichnungen und Radierungen ihres Mannes sowie dessen Bibliothek nach Jerusalem, wo sich gerade der gemeinsame Sohn Otto aufhielt. Eine zweite Sendung mit Radierungen auf Kupferplatten wurde nach Beginn des Zweiten Weltkrieges beschlagnahmt. Der Verbleib ist seither unbekannt.